# Carbajosa de la Sagrada
Carbajosa de la Sagrada ist ein westspanischer Ort und eine Gemeinde (municipio) mit 7.636 Einwohnern (Stand: 2024) in der Provinz Salamanca in der Autonomen Gemeinschaft Kastilien-León.

## Lage und Klima
Der Ort Carbajosa de la Sagrada liegt nur etwa 6 km (Fahrtstrecke) südlich der Provinzhauptstadt Salamanca in einer Höhe von ca. 795 m. Das Klima ist gemäßigt bis warm; Regen (ca. 415 mm/Jahr) fällt hauptsächlich im Winterhalbjahr.

## Bevölkerungsentwicklung
| Jahr      | 1857 | 1900 | 1950 | 2000  | 2017  |
| Einwohner | 217  | 223  | 323  | 1.674 | 6.848 |

Der rapide Bevölkerungsanstieg seit Beginn des 21. Jahrhunderts ist auf die Planung und Schaffung von Neubauvierteln in der Nähe der Großstadt Salamanca zurückzuführen.

## Wirtschaft
Die Bevölkerung der Gemeinde lebte jahrhundertelang als Selbstversorger von der Landwirtschaft, zu der auch die Viehzucht gehörte; überschüssige Erträge konnten in Salamanca verkauft werden. Im Ort selbst haben sich Handwerker und Kleinhändler niedergelassen.

## Geschichte
Man nimmt an, dass der keltische Volksstamm der Vettonen hier siedelte, doch von ihnen wie auch von den Römern, Westgoten und selbst von den im 8. Jahrhundert nach Norden vorgedrungenen Mauren fehlen jedwede Spuren. Nach der um das Jahr 1200 erfolgten christlichen Rückeroberung (reconquista) gab König Alfons IX. von León das Gebiet von Carbajosa zur Wiederbesiedlung (repoblación) frei. Am 22. Juli 1812 fand ca. 8 km südlich des Ortes eine wichtige Schlacht im Rahmen der spanischen Befreiungskriege zwischen englischen und französischen Truppen statt.

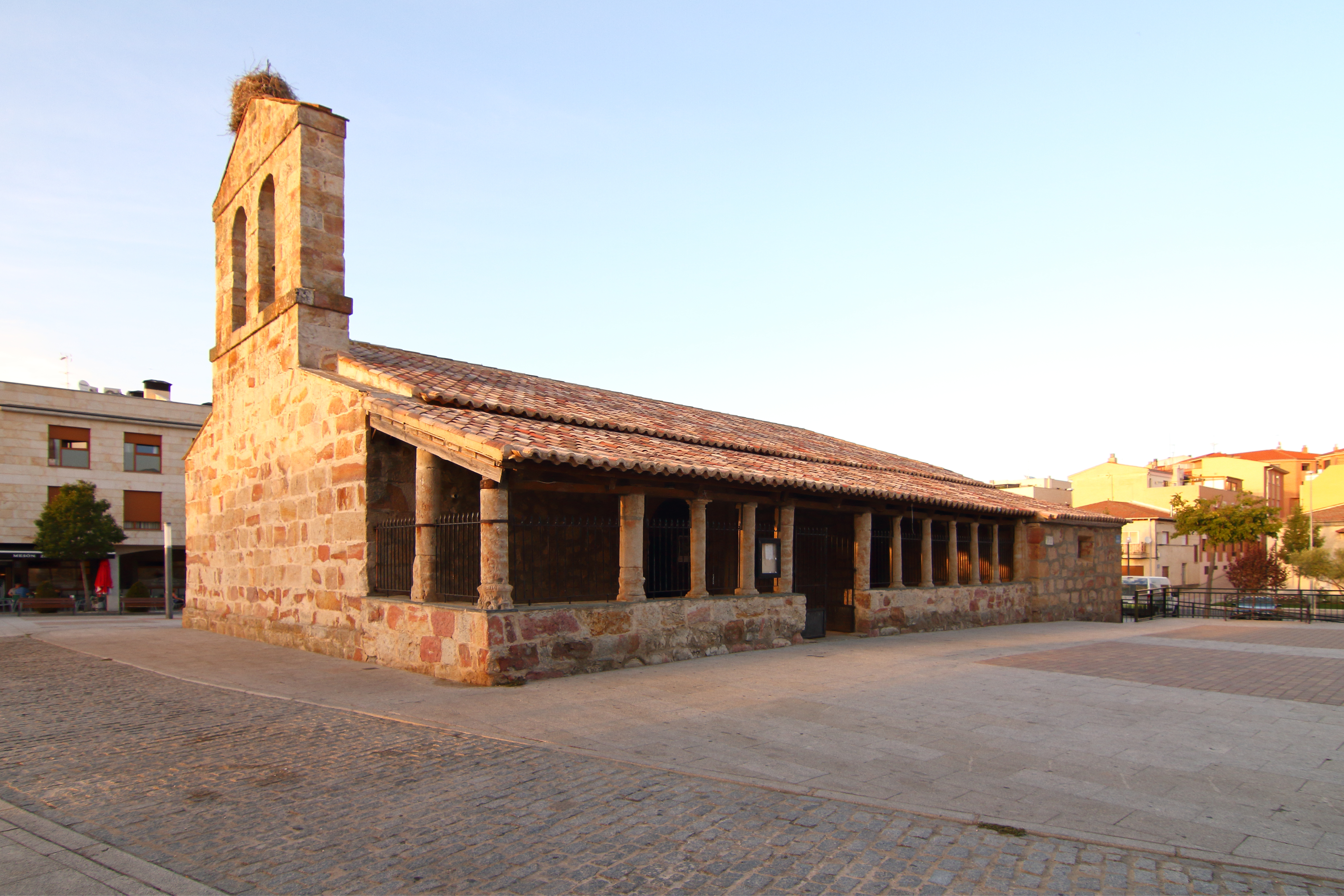
Carbajosa – Iglesia de Nuestra Señora de la Asunción

## Sehenswürdigkeiten
Die Iglesia de Nuestra Señora de la Asunción ist ein schlichter Bau des 15. oder 16. Jahrhunderts. Ihre portal- und schmucklose Westfassade wird von einem zweigeteilten Glockengiebel (espadaña) überhöht. Beinahe die komplette Länge der Südseite wird hingegen von einer imposanten säulengestützten Vorhalle (portico oder galería porticada) eingenommen. Das von großen Schwibbögen gebildete dreischiffige Innere der Kirche ist nicht eingewölbt, sondern wird von Holzdecken überspannt. Eindrucksvoll ist ein Kruzifixus auf einem Wandstück aus Bruchsteinmauerwerk hinter dem Altar.